# Zöe Lucker
Zöe Elizabeth Lucker es una actriz británica, más conocida por haber interpretado a Tanya Turner en Footballers' Wives y a Vanessa Gold en la serie EastEnders. 

## Biografía
Es hija de Paul y Leny Lucker, y tiene tres hermanos.
Es muy buena amiga de los actores Laila Rouass, Natalie Cassidy y Daniel Schutzmann y de la maquillista Alyn Waterman.
En 2000 se casó con el agente de bienes raíces Richard Forshaw; sin embargo, después de 15 meses se divorciaron. En noviembre de 2002 comenzó a salir con el presentador de televisión Tony Craig; sin embargo, la relación terminó en agosto de 2003. En 2007 se casó con James Herbert, con quien tiene una hija, Lilly Alabama Herbert (2 de septiembre de 2008).

## Carrera
En 1996 apareció en la popular serie británica Coronation Street, donde interpretó a Sonia Leach. 
En 2000 apareció como invitada en un episodio de la serie médica Doctors, donde interpretó a Sandy Hansen; más tarde apareció en la serie médica Holby City, donde interpretó a Sharon Simons. En 2002 se unió al elenco principal de la serie Footballers' Wives, donde interpretó a Tanya Turner. Ese mismo año se unió al elenco principal de la serie Bombshell como Jenna Marston. En 2006 conoció al decimocuarto dalái lama Tenzin Gyatso mientras filmaba el documental A Date with the Dalai Lama. En 2007 se unió al elenco de la serie Holby Blue, donde dio vida a Kate Keenan hasta 2008. En 2009 apareció en el programa Who Wants to Be a Millionaire, donde participó junto con John Suchet; la pareja ganó £75,000 para la fundación Caron Keating. Ese mismo año participó en la séptima temporada del programa de baile Strictly Come Dancing junto al bailarín profesional James Jordan; sin embargo, la pareja fue la séptima en ser eliminada.
El 4 de junio de 2010, Zöe se unió al elenco principal de la popular serie británica EastEnders, donde interpretó a Vanessa Gold la madre de Jodi Gold (Kylie Babbington) hasta el 6 de octubre de 2011. En 2012 se unió a la serie Waterloo Road, donde interpretó a Carol Barry. En 2013 se anunció que Zoe dejaría la serie ese mismo año. En febrero de 2015 se anunció que Zöe se había unido al elenco principal de la serie Hollyoaks, donde dará vida a Reenie McQueen.

## Filmografía

### Series de televisión
| Año         | Serie               | Personaje       | Notas                                |
| ----------- | ------------------- | --------------- | ------------------------------------ |
| 2015 - 2016 | Hollyoaks           | Reenie McQueen  | 63 episodios                         |
| 2012 -2014  | Waterloo Road       | Carol Barry     | 23 episodios                         |
| 2010 - 2011 | EastEnders          | Vanessa Gold    | 96 episodios                         |
| 2007 - 2008 | Holby Blue          | Kate Keenan     | 20 episodios                         |
| 2006        | Bombshell           | Jenna Marston   | 7 episodios                          |
| 2002 - 2006 | Footballers' Wives  | Tanya Turner    | 35 episodios                         |
| 2004        | Bad Girls           | Tanya Turner    | 3 episodios                          |
| 2002        | Holby City          | Sharon Simons   | episodio "Pawns in the Game: Part 1" |
| 2000        | Trial & Retribution | Catrina Roberts | 2 episodios                          |
| 2000        | Doctors             | Sandy Hansen    | episodio "Sex, Lies & Red Tape"      |
| 1999        | Barbara             | Karen           | episodio "Rivals"                    |
| 1999        | Boyz Unlimited      | Kirsty Bellamy  | episodio # 1.5                       |
| 1998        | Killer Net          | Carol           | 3 episodios                          |
| 1997        | Where the Heart Is  | Jane            | episodio "Summoned by Bells"         |
| 1996        | Coronation Street   | Sonia Leach     | 2 episodios                          |

### Películas
| Año  | Título         | Personaje  | Notas                                                                   |
| ---- | -------------- | ---------- | ----------------------------------------------------------------------- |
| 1996 | Brazen Hussies | Busty Babs | junto a Alun Armstrong, Robert Lindsay, Julie Walters y Marsha Thomason |

### Apariciones
| Año                    | Programa                            | Notas                             |
| ---------------------- | ----------------------------------- | --------------------------------- |
| 2003, 2007, 2009, 2011 | Loose Women                         | 4 episodios - invitada            |
| 2009                   | Strictly Come Dancing               | 9 episodios - concursante         |
| 2009                   | Strictly Come Dancing: It Takes Two | 4 episodios                       |
| 2009                   | Who Wants to Be a Millionaire       | concursante - junto a John Suchet |
| 2005                   | CD:UK                               | presentadora invitada             |
| -                      | Love the Place You're In            | presentadora                      |

### Teatro
| Año  | Obra                 | Personaje | Teatro             | Notas                 |
| ---- | -------------------- | --------- | ------------------ | --------------------- |
| 2005 | Then Comes Love      | Jane      | -                  | junto a Shane Cortese |
| -    | Dracula              | -         | Hull Truck Theatre | -                     |
| -    | The New Office Party | -         | Hull Truck Theatre | -                     |

## Premios y nominaciones
| Año  | Categoría            | Premio                    | Serie              | Resultado |
| ---- | -------------------- | ------------------------- | ------------------ | --------- |
| 2010 | Best Newcomer        | Inside Soap Award         | EastEnders         | Nominada  |
| 2005 | Best Actress         | TV Quick Award            | Footballers' Wives | Nominada  |
| 2004 | Most Popular Actress | National Television Award | Footballers' Wives | Nominada  |
| 2004 | Best Actress         | TV Quick Award            | Footballers' Wives | Ganadora  |